# 第六大道
第六大道（英語：Sixth Avenue）是美国纽约曼哈顿的主要南北向干道之一，其东侧是第五大道，西侧是第七大道，紐約地鐵第六大道線（ ）與紐新航港局過哈德遜河捷運亦通過此路底下。第六大道的正式名称已经在1945年市长菲奧雷洛·亨利·拉瓜迪亞任内改为美洲大道（Avenue of the Americas），纽约人很少使用这个名称。为避免游客混淆，街名同时标注美洲大道和第六大道。
第六大道的南端与教堂街交汇，就在运河街几个街块以南。北端位于59街（中央公园南），在那里，西蒙·玻利瓦尔和何塞·马蒂的骑马铜像位于中央公园车辆入口的两侧。第六大道到中央公园以北，从中央公园北（110街）向北，称为莱诺克斯大道（Lenox Avenue）或马尔科姆X大道（Malcolm X Boulevard），也像南面一样拥有两个名称。
第六大道上的风景名胜包括格林威治村，与彩饰的杰斐逊广场图书馆；从第14街至哈洛德广场幸存的一段大百货公司，结束于梅西百货公司；过了布赖恩特公园以后是一段公司总部，格雷斯大厦（Grace Building）、洛克菲勒中心后部 — 包括时代生活大厦、埃克森大楼（Exxon Building）和麦克劳希尔大厦（McGraw-Hill Building）—和无线电城音乐厅（Radio City Music Hall）。
根据拉瓜地亚的原提案，美洲大道将开始于炮台公园，经格林威治街、三一广场、教堂街。